# Јабука (Фрушка гора)
Јабука је спомен-комплекс и излетиште на Фрушкој гори. Налази се уз Партизански пут, између Летенке и Црвеног чота.
Излетиште је постављено на благо таласастој заравни са проређеним, али пространим крошњама. На централном месту се налази спомен-обележје и велики камен који је посвећен формирању Осме војвођанске ударне бригаде 1941. године. Излетиште је прошарано насумично постављеним дрвеним столовима и клупама, а макадамским путем се стиже до извора. Од излетишта води макадамска стаза до извора Јабука.